# Acyrophyllum
Acyrophyllum is een geslacht van rechtvleugeligen uit de familie sabelsprinkhanen (Tettigoniidae). De wetenschappelijke naam van dit geslacht is voor het eerst geldig gepubliceerd in 1960 door Beier.

## Soorten
Het geslacht Acyrophyllum  is monotypisch en omvat slechts de volgende soort:
- Acyrophyllum exiguum (Brunner von Wattenwyl, 1895)